# 燃えよデブゴン7 鉄の復讐拳
『燃えよデブゴン7 鉄の復讐拳』（原題：林世榮、英題：The Magnificent Butcher）は、1979年公開の香港映画。
日本では『燃えよデブゴン』シリーズ7作目としてTV放送された。VHS・DVDの邦題は『燃えよデブゴン7』。

## キャスト
| 役名                           | 俳優                           | 日本語吹替 |
| ------------------------------ | ------------------------------ | ---------- |
| ラム・サイウィン（林世榮）     | サモ・ハン・キンポー（洪金寶） | 水島裕     |
| コウ師匠（高霸天）             | リー・ホイサン（李海生）       | 大木民夫   |
| ホイ（高大海）                 | フォン・ハックオン（馮克安）   | 若本規夫   |
| 兄貴（福成）                   | ファン・メイシェン（樊梅生）   | 上田敏也   |
| ウォン・フェイフォン（黃飛鴻） | クワン・ダッヘン（關德興）     | 阪脩       |
| フン（梁寛）                   | ウェイ・パイ（韋白）           | 速水奨     |
| チャ（鬼脚七）                 | ユン・ピョウ（元彪）           | 菊池正美   |
| ソウ（牙刷蘇）                 | サイ・ガーポウ（西瓜刨）       | 稲葉実     |
| サイクォン（林世光）           | ジャン・ジン（蔣金）           | 喜多川拓郎 |
| ムイ（張月梅）                 | トン・チン（唐晶）             | 藤木聖子   |
| ランセン（蘭心）               | ジョジョ・チャン（陳琪琪）     | 色川京子   |
| 怪貓                           | チュン・ファト（鍾發）         | 江原正士   |
| 袖裏刀使い                     | ラム・チェンイン（林正英）     | 稲葉実     |
| 猴子天門棍使い                 | ユン・モウ（元武）             |            |
| 五龍堂の門人                   | フォン・ギンマン（馮敬文）     |            |
| 夜回り                         | チャン・チョーラム（曾楚霖）   |            |
| 盲人                           | ホウ・バクコン（何柏光）       |            |
| 酒屋の店員                     | カ・リー（咖喱）               |            |
| 偽ウィン                       | マックス・リー（李超俊）       | 島田敏     |
| ホイに金を貸した男             | ビリー・チャン（陳會毅）       | 島田敏     |

## スタッフ
- 監督：ユエン・ウーピン（袁和平）
- 製作：レイモンド・チョウ（鄒文懷）
- 脚本：エドワード・タン（鄧景生）、ウォン・ジン（王晶）[注釈 1]
- 武術指導：ユエン・ウーピン（袁和平）、サモ・ハン・キンポー（洪金寶）
- 撮影：マイケル・マ（馬官華）
- 音楽：フランキー・チェン（陳勲奇）

## 特記
確認されている「デブゴン」邦題作品。なお各作品の続編性は皆無である。